# 단단다속도충동터빈
단단다속도충동터빈은 터빈의 일종이다. 증기압을 노즐로 단숨에 토출압까지 내리는 것은 단단단속도터빈과 동일하지만, 속도에너지의 기계적 일로의 변화를 몇 단계로 나눠서 행한다. 즉 증기는 첫번째의 회전날개로 그 속도에너지의 일부를 일로 바꾼 후 고정날개(안내날개)로 속도방향을 바꿔서 두번째의 회전날개로 들어가고, 속도에너지의 일부를 다시금 일로 변환시킨다. 이와 같이 하면 최고효율을 나타낼 때의 터빈회전수를 실용회전수까지 내릴 수가 있으며, 감속장치가 불필요하게 된다.

## 같이 보기
- 터빈